# Äkta johannesört
Äkta johannesört (Hypericum perforatum) är en johannesörtsväxtart. Äkta johannesört ingår i släktet johannesörter, och familjen johannesörtsväxter.

## Beskrivning

Tvåsidigt knippe

Äkta johannesört är en flerårig växt med gula blommor. Den kan bli upp till 7 dm hög och blommar från juli till september. Blommorna sitter i ganska yviga knippen i stjälkens topp.
Bladen hos äkta johannesört är motsatta, elliptiskt formade och är tätt punkterade av genomskinliga körtelprickar. Foderbladen är spetsiga och både de och kronbladen har vanligen oskaftade svarta körtlar.
Stipler saknas.

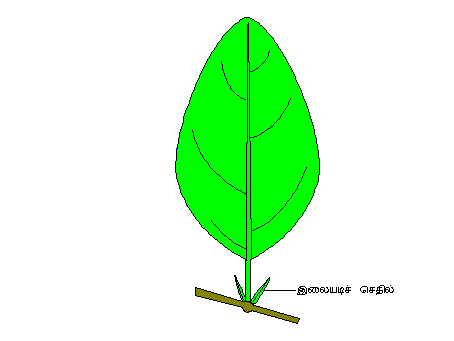
Stipler
De två små bladen längst ned

Karakteristiskt för äkta johannesört är att stjälken är försedd med två längsgående åsar. Förväxlingsarten fyrkantig johannesört, (Hypericum maculatum), har fyra sådana åsar, varför stjälken hos den får fyrkantig genomskärning.
Ståndarna är mångfaldiga, och ordnade i några otydliga grupper. Pistillens stift är tre till antalet, och det leder till att frukten blir trerummig.
Kromosomtal 2n = 32.

## Habitat
Hela Europa, nordvästra Afrika utefter Medelhavet, österut ett gott stycke i tempererade delar av Asien.
I Sverige är johannesört allmän från Skåne i söder och norrut till Uppland samt sparsamt vidare norrut till Ångermanland.
I södra Norge når johannesört upp till 700 m ö h.

## Biotop

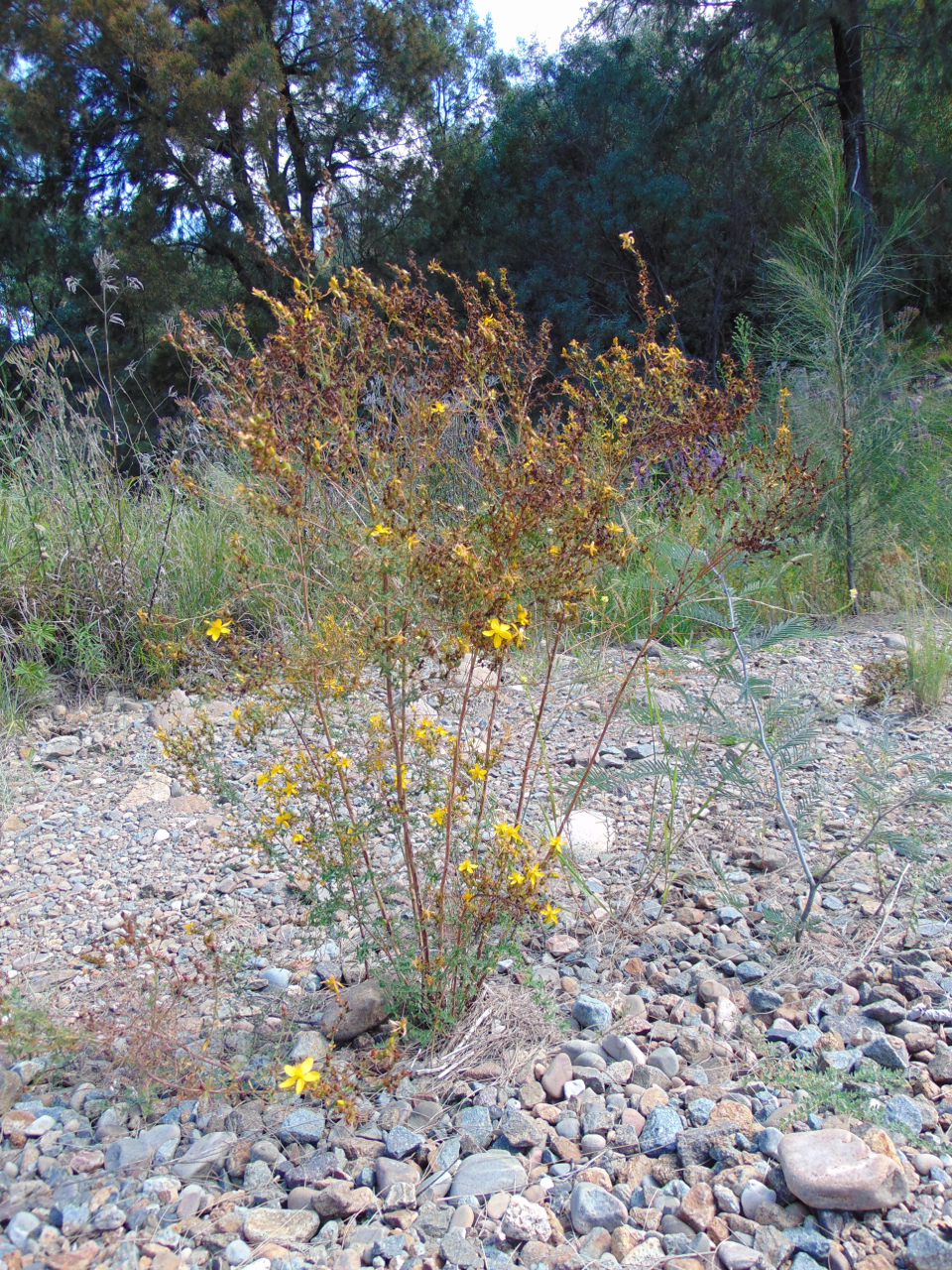
Stenigt ställe

Äkta johannesört växer på soliga och torra platser i ängsmark, i skogsbryn och på steniga ställen på bergknallar. Den nöjer sig med magrare mark än fyrkantig johannesört, vilket inte hindrar att de ofta växer tillsammans i samma växtlokal med ty åtföljande förväxlingsrisk.

## Etymologi
- Släktnamnet Hypericum kan översättas med "över bild", vilket kan härledas från grekiska hyper, med betydelsen "över", och eikon, med betydelsen "bild". Denna benämning kommer av att man i gamla tider trodde sig kunna fördriva onda andar från det som en bild (tavla på en vägg) föreställde genom att hänga några kvistar av örter från Hypericum-släktet ovanför bilden. Troligare är dock att namnet härleds från "hyp" "ereikon", ljungliknande. Alltså en växt som till utseendet var lik ljungen.[4]

Andefördrivningsförmågan går igen i en gammal benämning på johannesört, nämligen fuga dæmonum, där latinska fuga betyder "driva på flykt, förvisa". Fuga dæmonum kan alltså översättas med "vik hädan, alla onda andar (demoner)!"
Denna tro har givit upphov till trivialnamnen satansflykt och djävulsflykt som benämning på johannesört. Benämningen finns även på engelska: chase-devil (jaga/förjaga djävulen).
- Artepitetet perforatum kommer från att bladen ser ut som om de varit perforerade. I själva verket är det inte några hål, utan små genomskinliga oljekörtlar, som syns om man håller upp bladet mot ljuset. Det är på så sätt man ser om man har plockat den äkta johannesörten eller man har plockat den fyrkantiga johannesörten. Den fyrkantiga johannesörten har inga oljekörtlar i bladen, och de är inte genomskinliga.

Vill man göra en brygd av johannesört måste man för att få den blodröda färgen förvissa sig om att det är äkta johannesört. Den äkta johannesörten och den fyrkantiga johannesörten (som inte är verksam fysiologiskt) växer oftast på samma ställen och tätt intill varandra.
Enligt sägnen växte det upp en blomma på marken, där Johannes Döparen halshöggs, och blodet droppade ner. Därav såväl namnet johannesört som man/mannablod.
På svenska har Hypericum perforatum slagits samman och förvanskats till hirkum pirkum som benämning på brännvin kryddat med johannesört. Uttrycket att vara pirum, det vill säga vara berusad, som beteckning på den som förtärt denna dryck i övermått ligger bakom johannesörtens alternativa namn randpirk – "Hypericum med den randiga stjälken".
Namnet Johannes i olika variationer (John, Hannes, Hans etc) går igen även i denna växts namn på många andra språk än svenska.

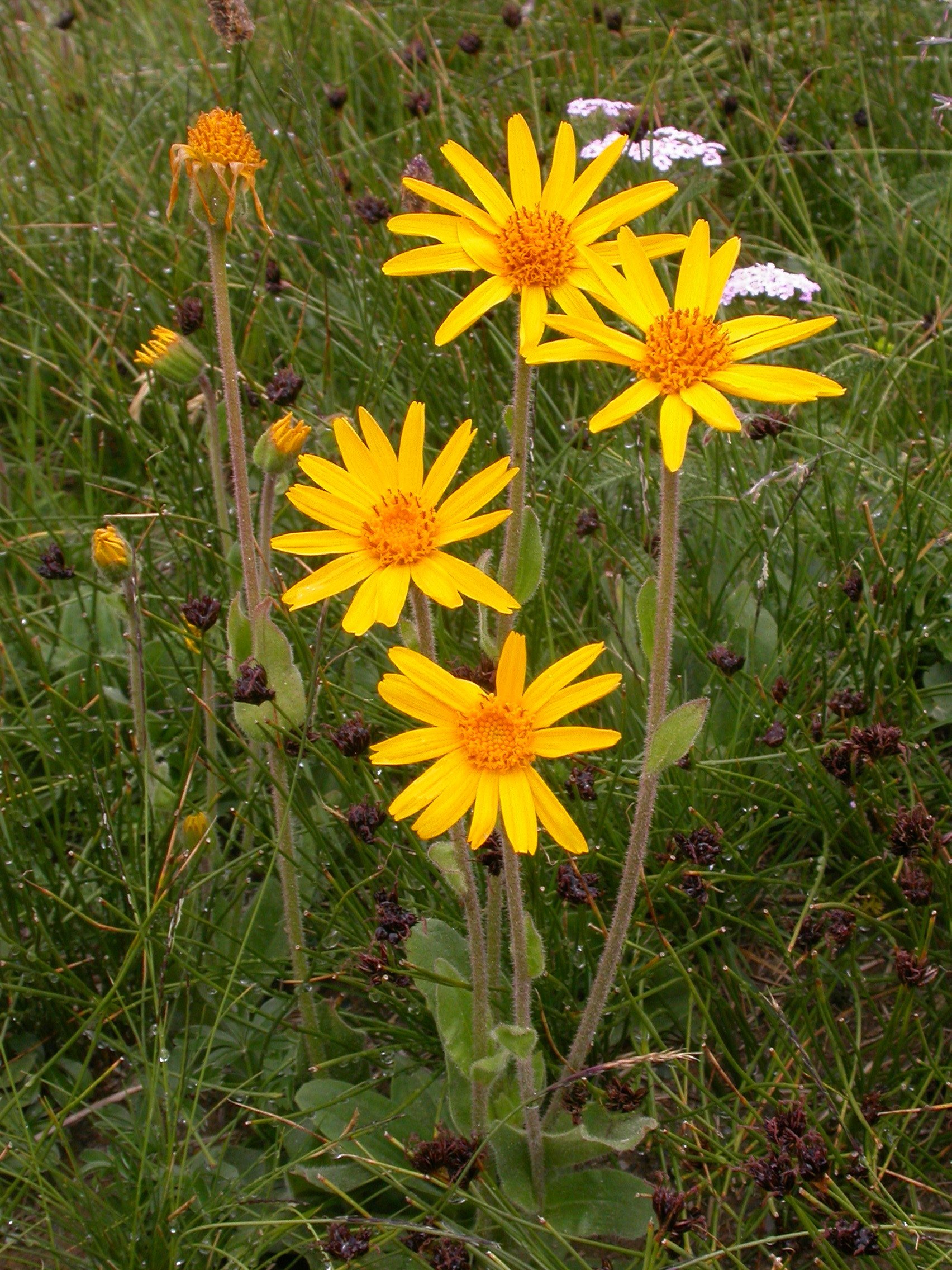
Slåttergubbe

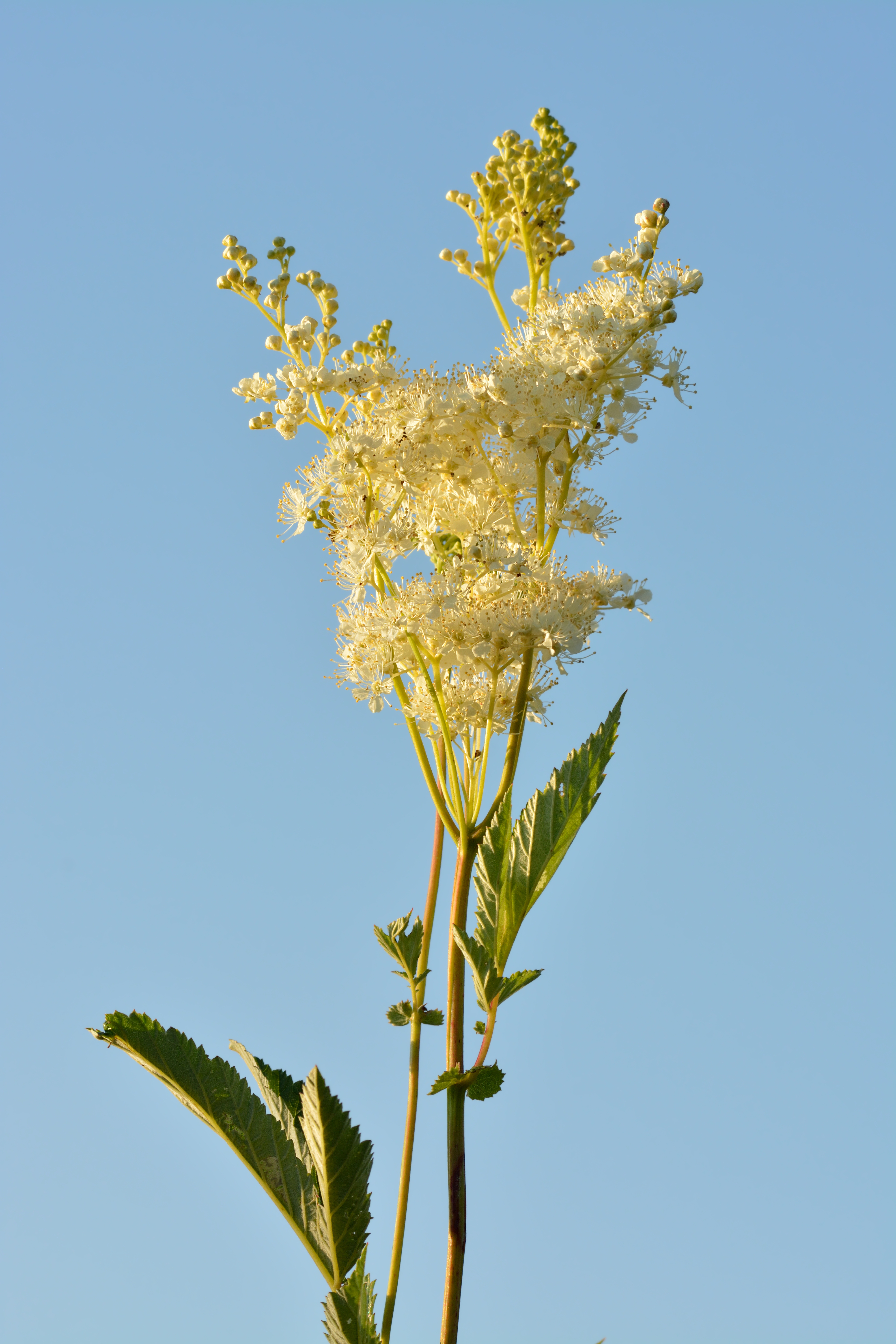
Älggräs

En mindre trolig hypotes är en koppling till Johannes Döparens dag, som är midsommardagen i hela den kristna världen, en dag då det vore lämpligt att skörda de hälsobringande blommorna. Kan också vara en teori till blommans namn. Namnet johannesört skulle då växten ha fått för att den blommar vid midsommar i södra Sverige, Tyskland och England. I södra Finland sker dock blomningen några veckor senare, från mitten av juli till slutet av augusti.
De starkaste preparaten av johannesört erhålls från växtens knoppar; näst starkast är enbart blommor. Svagare och utan inbördes skillnad i styrka är frökapslar och topparna av blommande kvistar.
På vissa håll har namnet johannesört använts även om slåttergubbe (Arnica montana) och älggräs (Filipendula ulmaria), men dessa arter är inte alls släkt med Hypericum perforatum.

## Underarter
Äkta johannesört delas in i följande underarter:
- Hypericum perforatum angustifolium
- Hypericum perforatum chinense
- Hypericum perforatum latifolium
- Hypericum perforatum perforatum
- Hypericum perforatum songaricum
- Hypericum perforatum veronense

## Användning

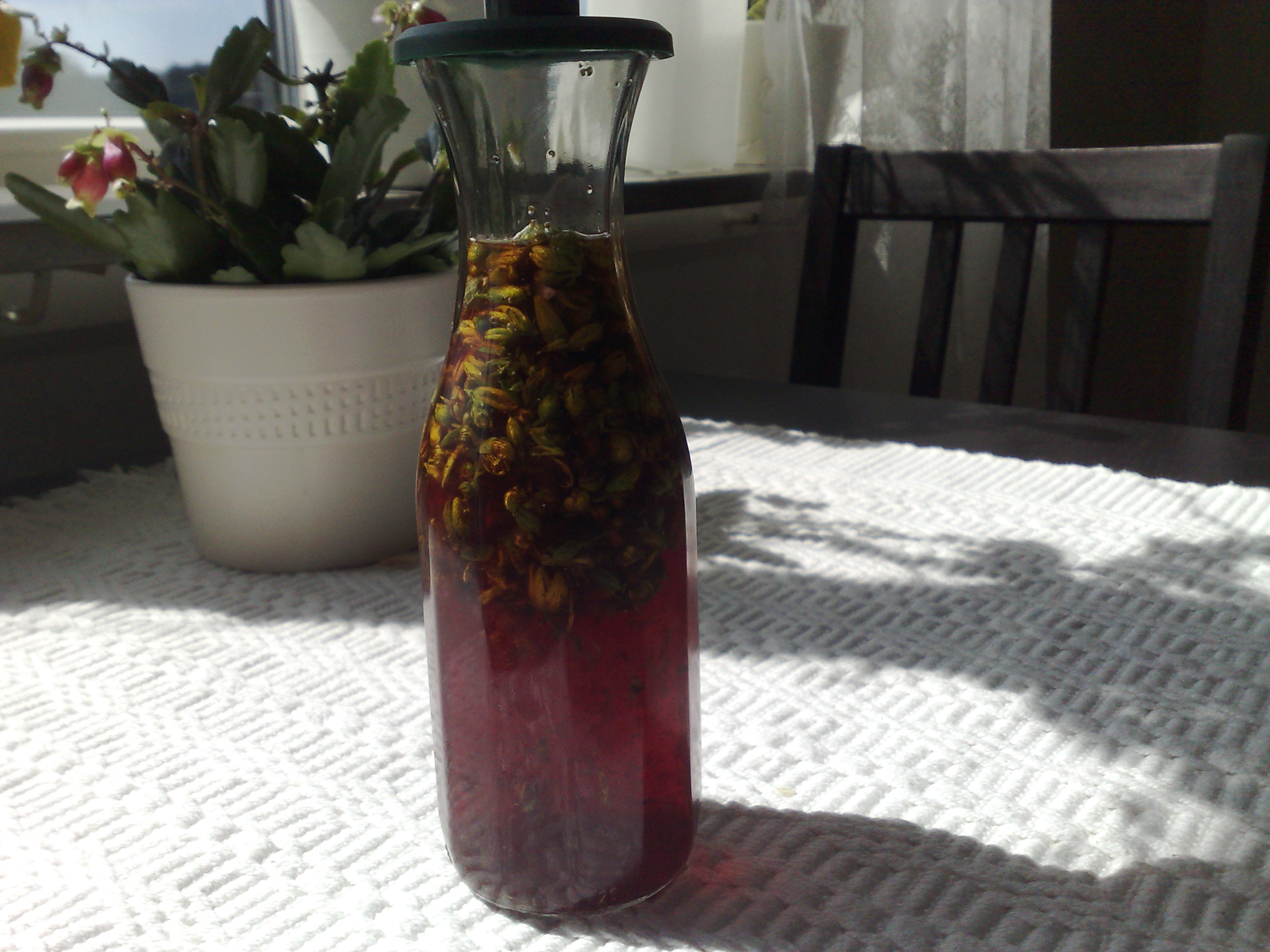
Hirkum Pirkum

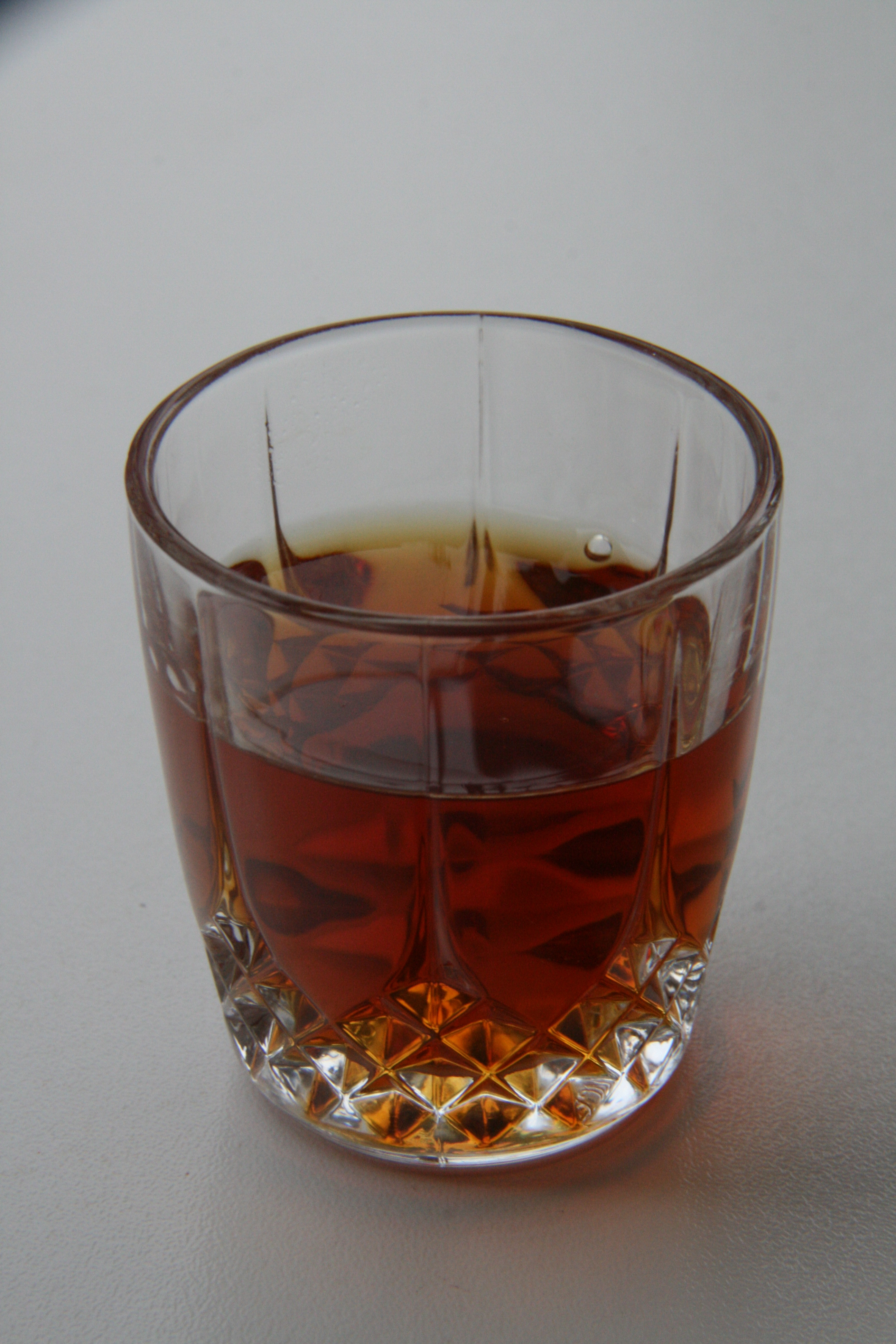
Spansk tillämpning

- Blommorna plockas och används som krydda i spritdrycker[6]. Av färgämnet i blommorna blir spriten rödbrun. Örten besjungs av Ulf Lundell i "Öppna landskap".
- Johannesört används även inom alternativmedicin mot lindrig oro och depression. I Tyskland och Österrike förskrivs ibland johannesörtpreparat av läkare mot lätt till medelsvår depression.

Johannesört påverkar emellertid läkemedelsnedbrytande CYP-enzymer i levern, och kan därför störa samtidig läkemedelsbehandling så att denna blir verkningslös. Många olika läkemedel kan påverkas; några exempel är bromsmedicin mot hiv, p-piller, epilepsiläkemedel och läkemedel som används mot avstötning vid transplantationer. Även fotosensibilisering kan uppstå.

Hyperforin, C_{35}H_{52}O_{4}

Hypericin, C_{30}H_{16}O_{8}

De huvudsakliga verksamma substanserna i äkta johannesört är hyperforin och hypericin.
De genomskinliga oljedropparna i bladen kan se ut som små nålstick. Därför påstår signaturläran att äkta johannesört skulle bra för behandling av insektstick.
Hyperikum kallas ett homeopatiskt preparat av äkta johannesört.
- Blomknoppar nedlagda i olja färgar oljan lilaröd. Sådan olja kallas pirkumolja eller pirkumbalsam och används inom folkmedicinen för behandling av hugg- och skärsår. Den läkande effekten har uppmärksammats även inom skolmedicin, och en del studier har påbörjats  [källa behövs].

- Det röda färgämnet kan användas vid växtfärgning av textilier.

## Bilder

Vänsterklicka på bild för förstoring. Upprepa för att öka förstoringsgraden.
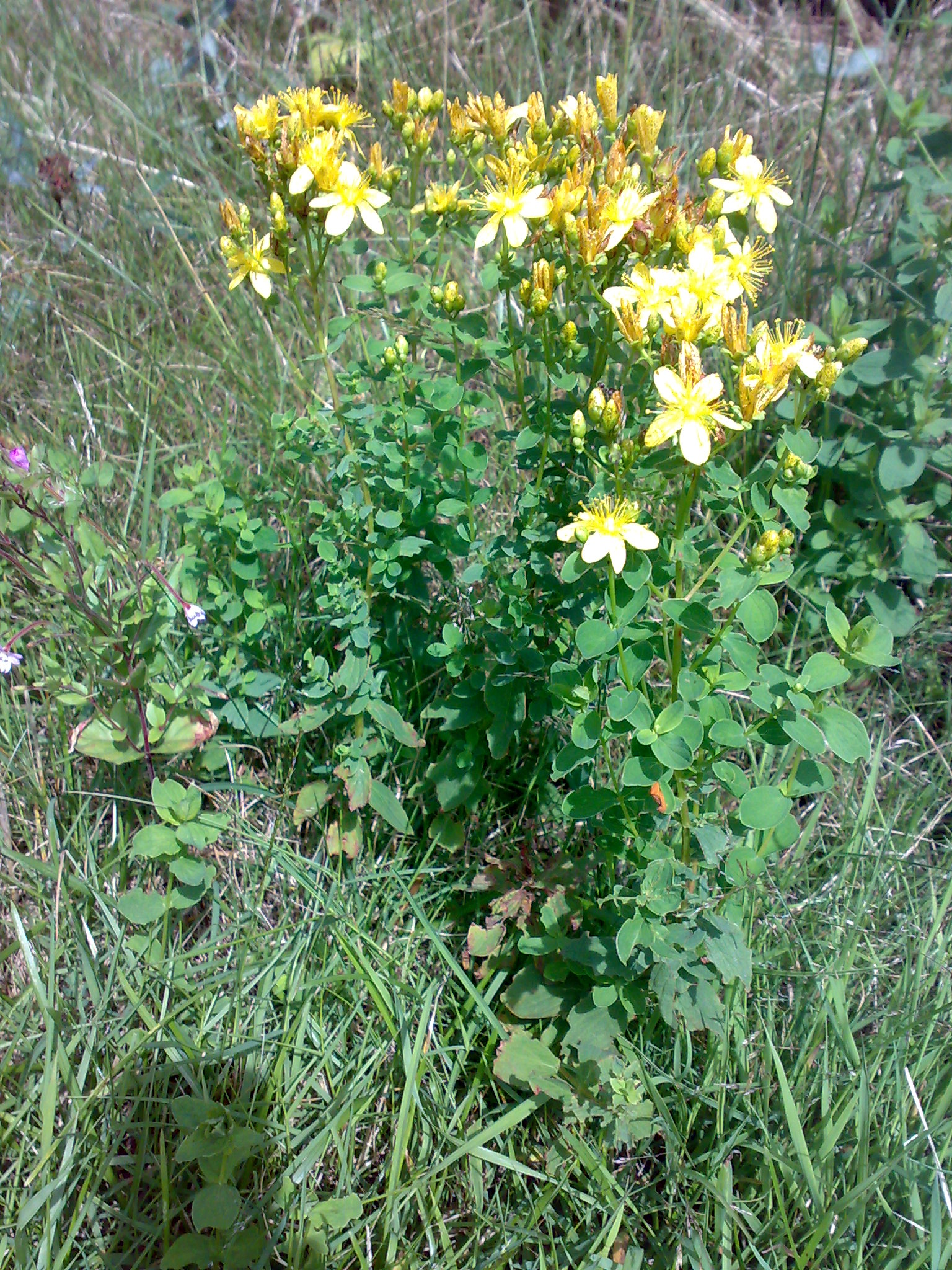
Planta
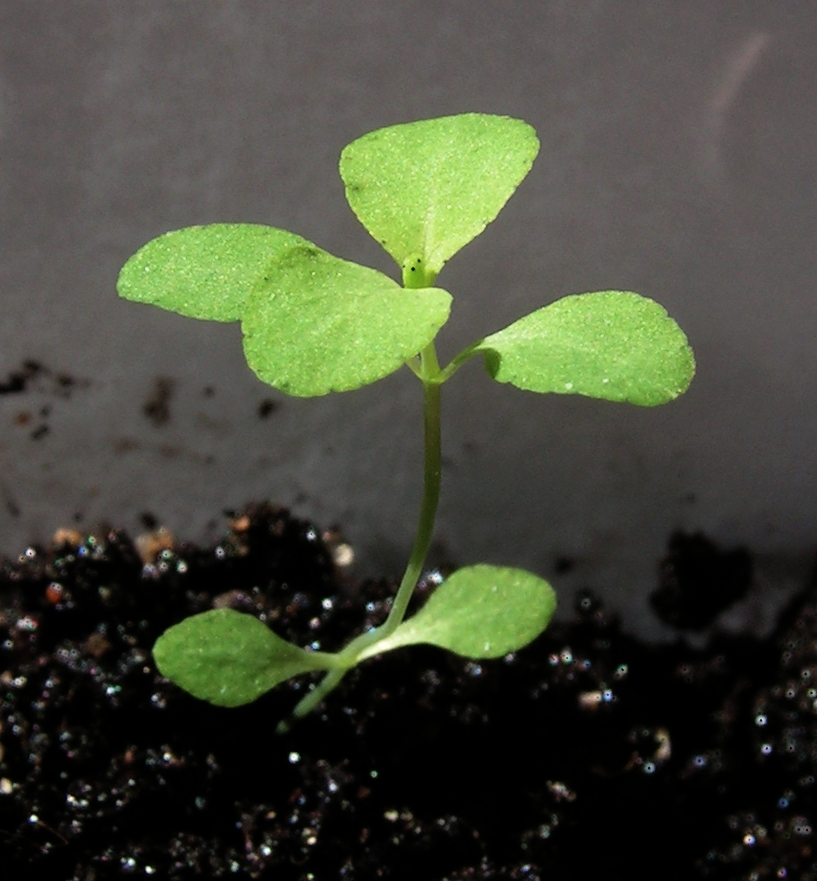
Nyplanterat skott. Lägg märke till hur bladparen ordnats korsvis i rät vinkel.
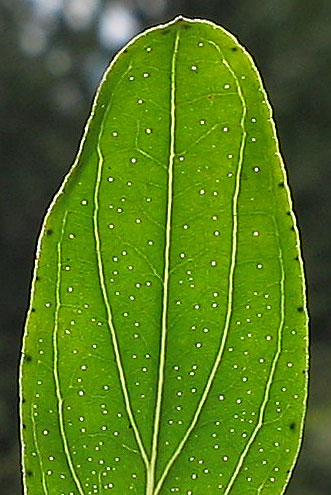
Undersidan av blad med oljekörtlar. "De fömenta hålen"
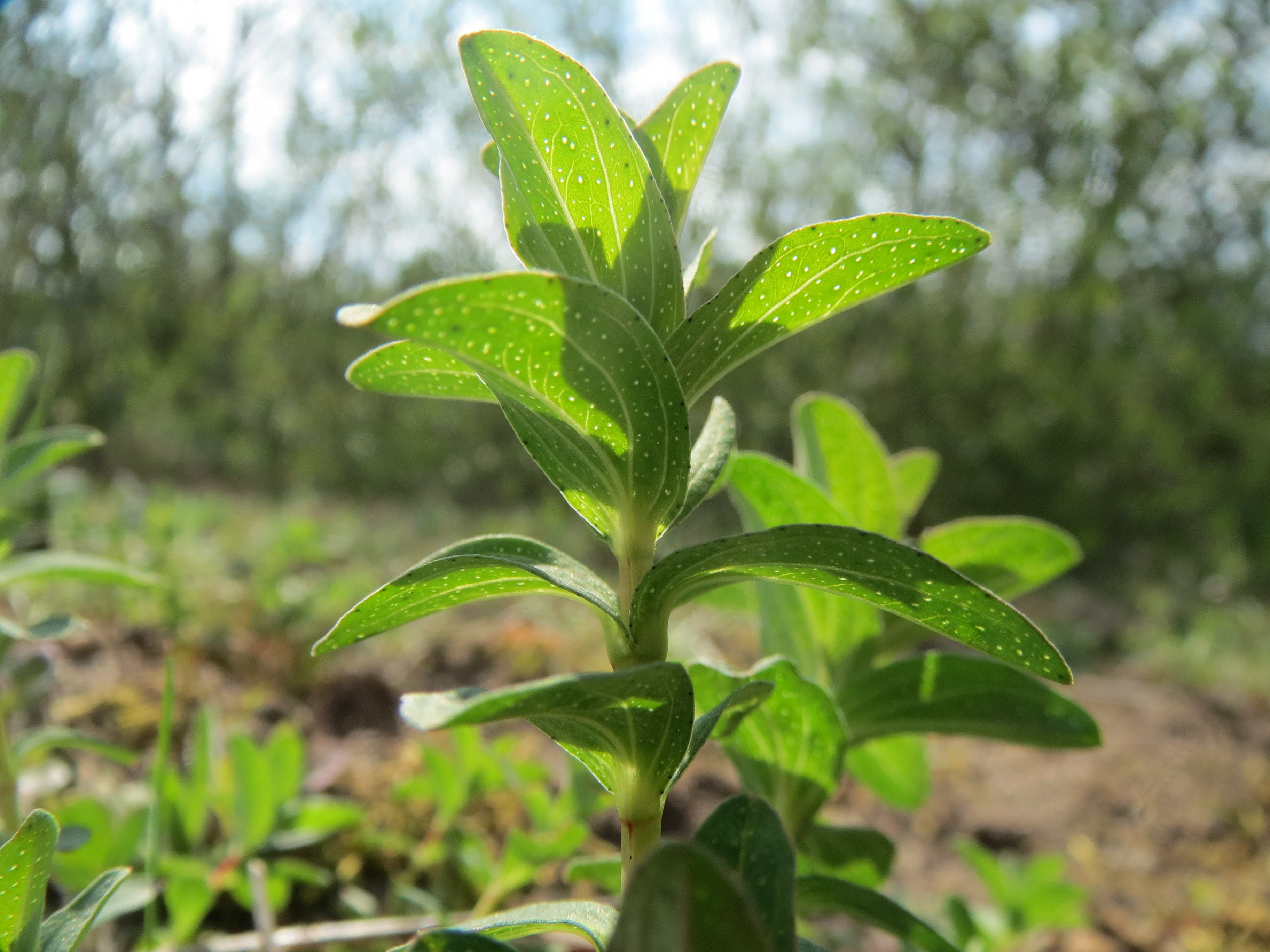
Slutet mars I motljuset framträder oljedropparna tydligt
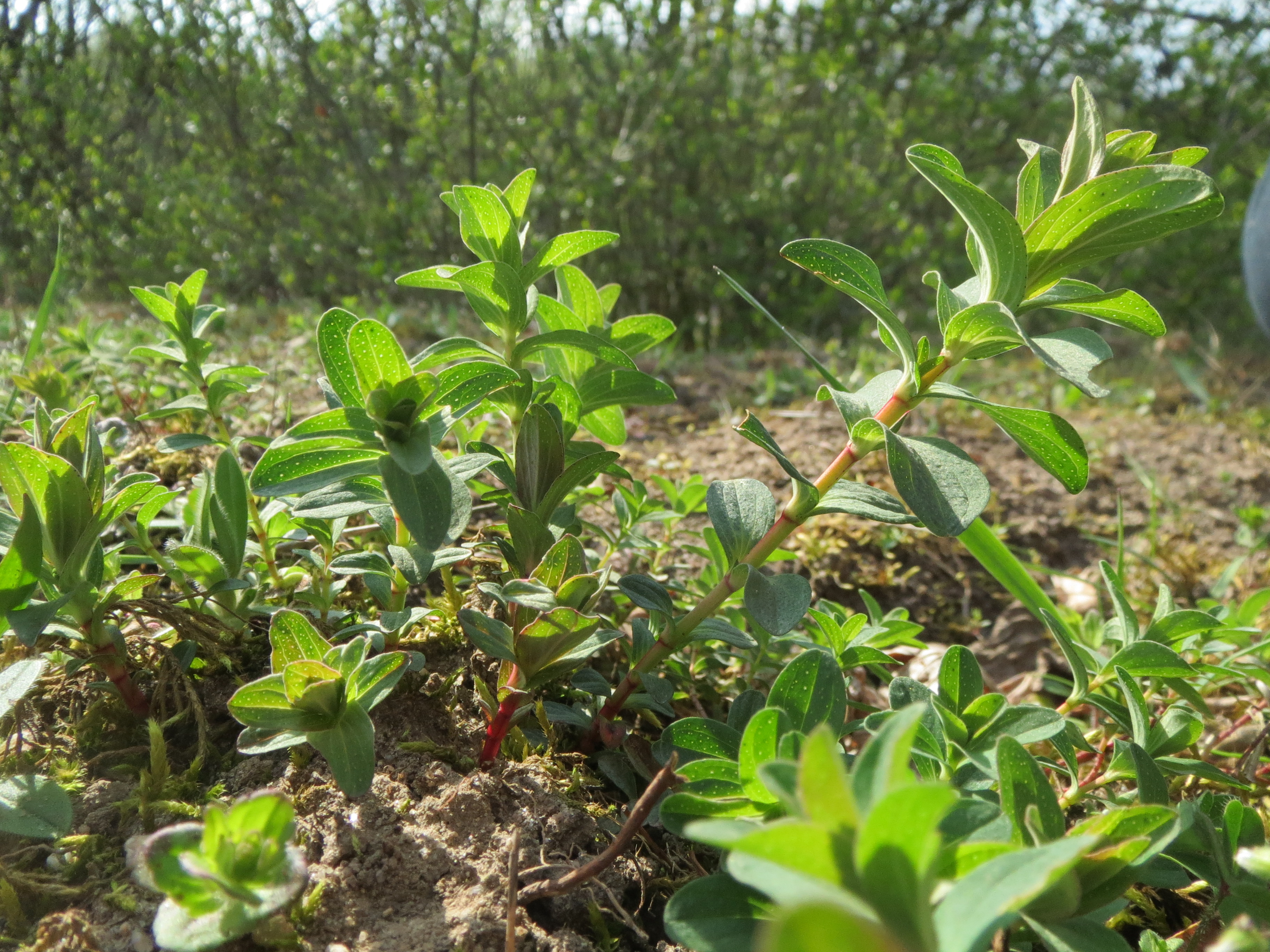
Slutet mars
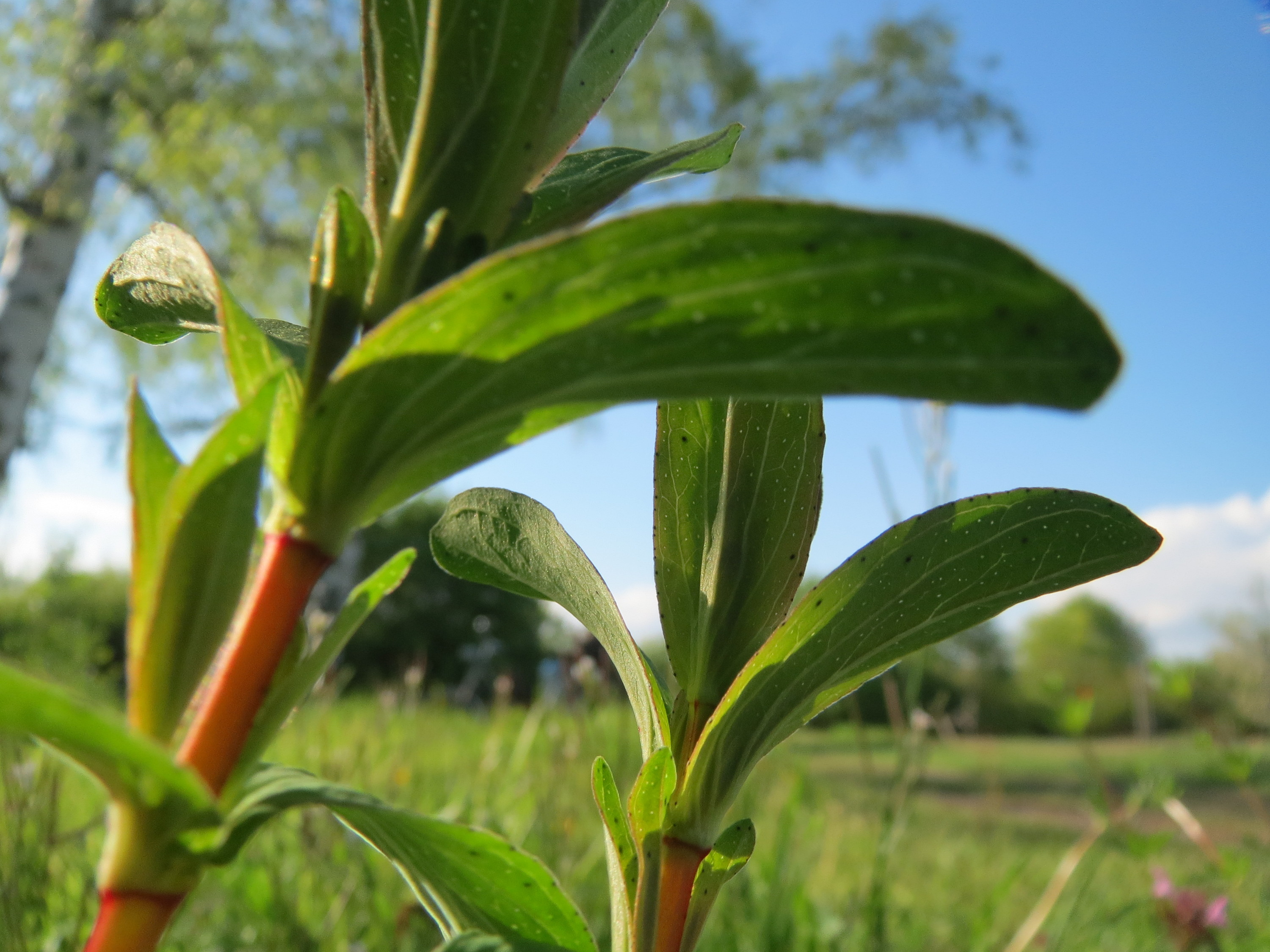
Slutet april
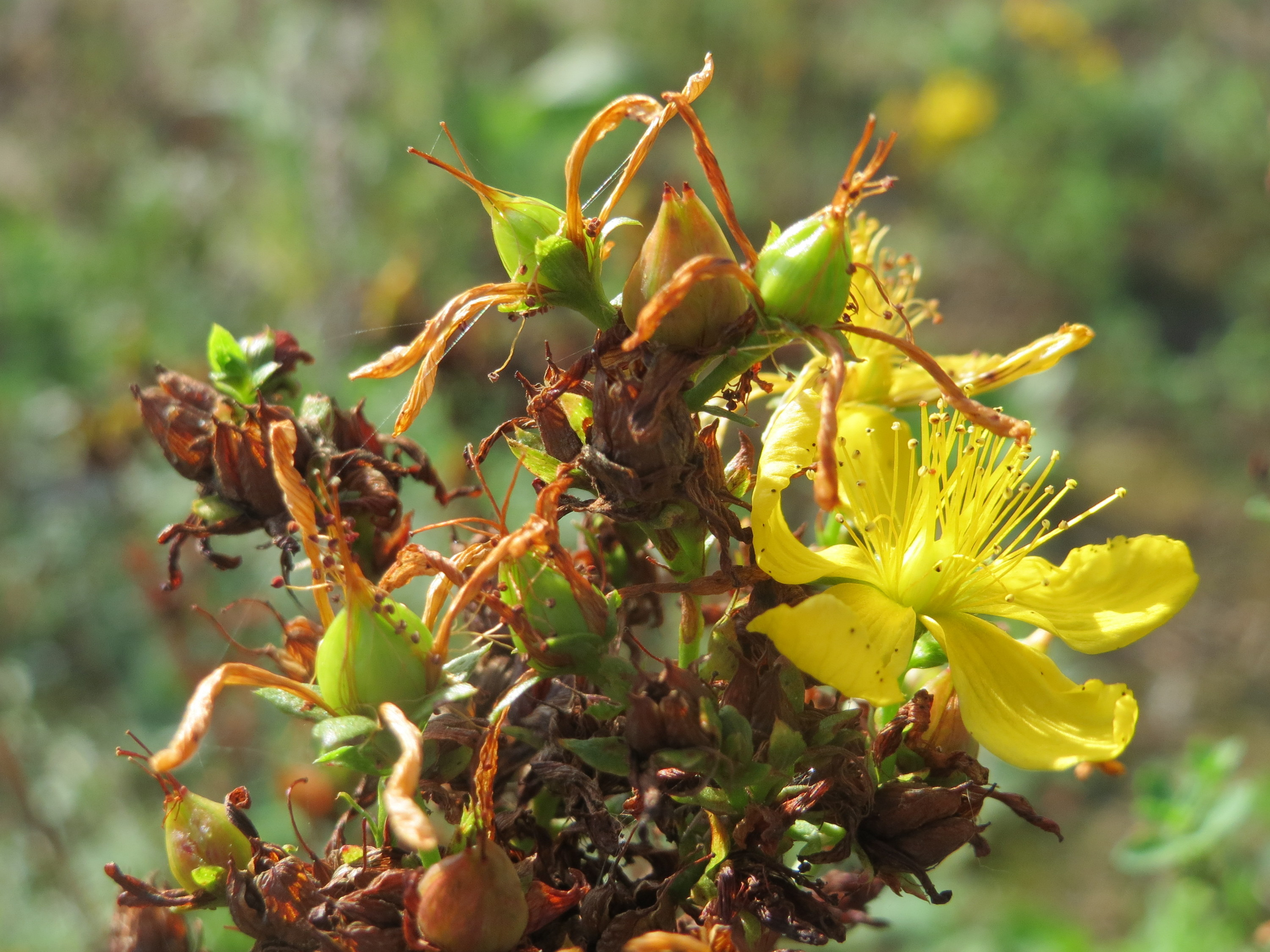
Blomma och omogna frukter samtidigt Slutet augusti
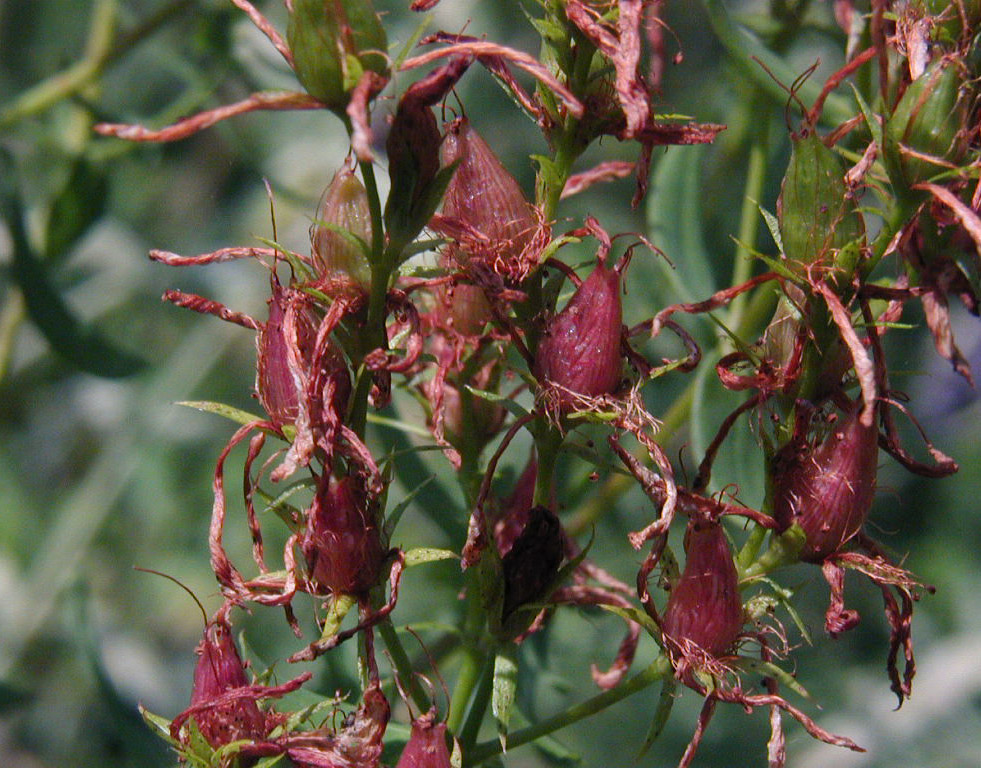
Frukter slutet av augusti
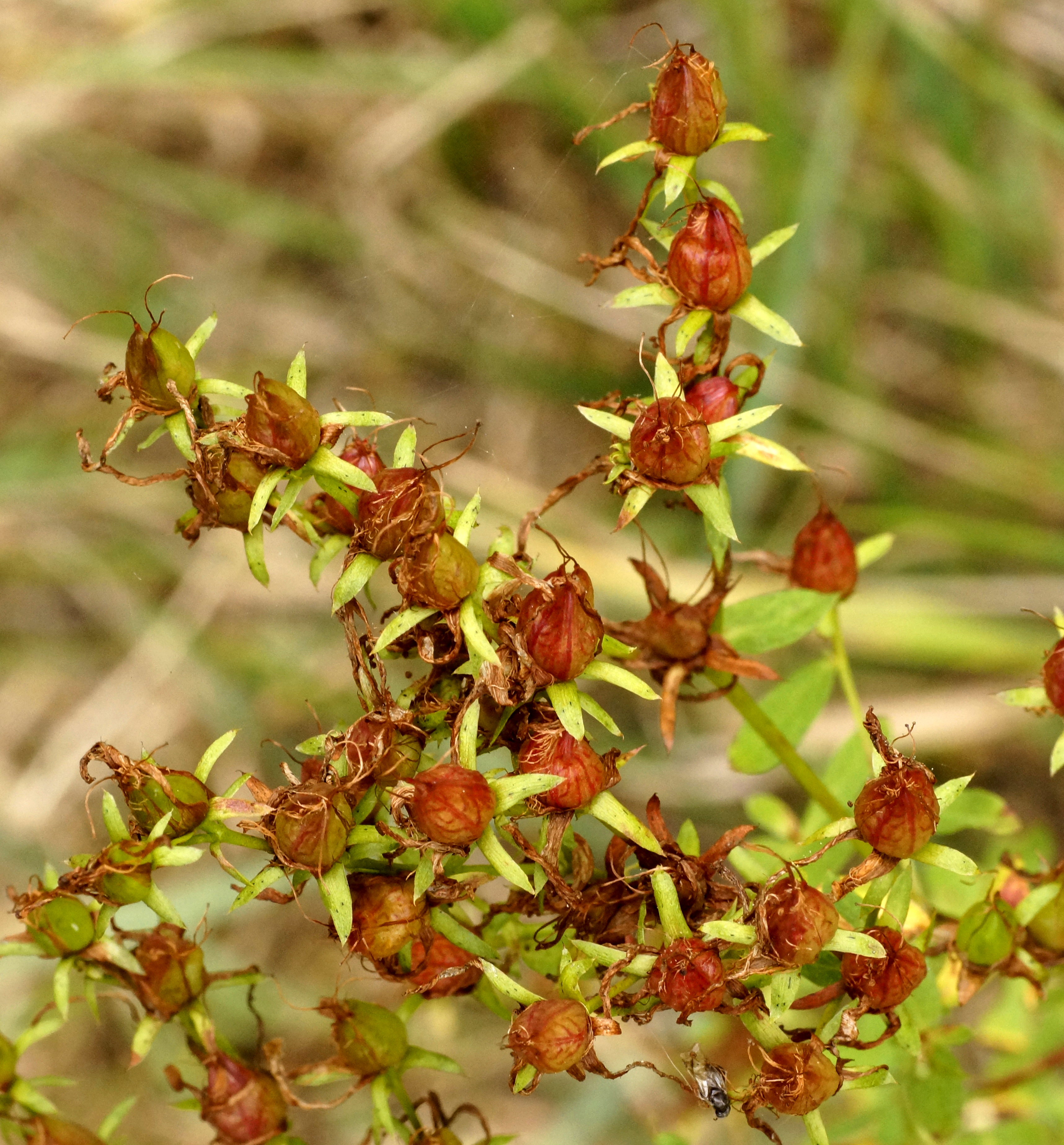
Överblommat början september
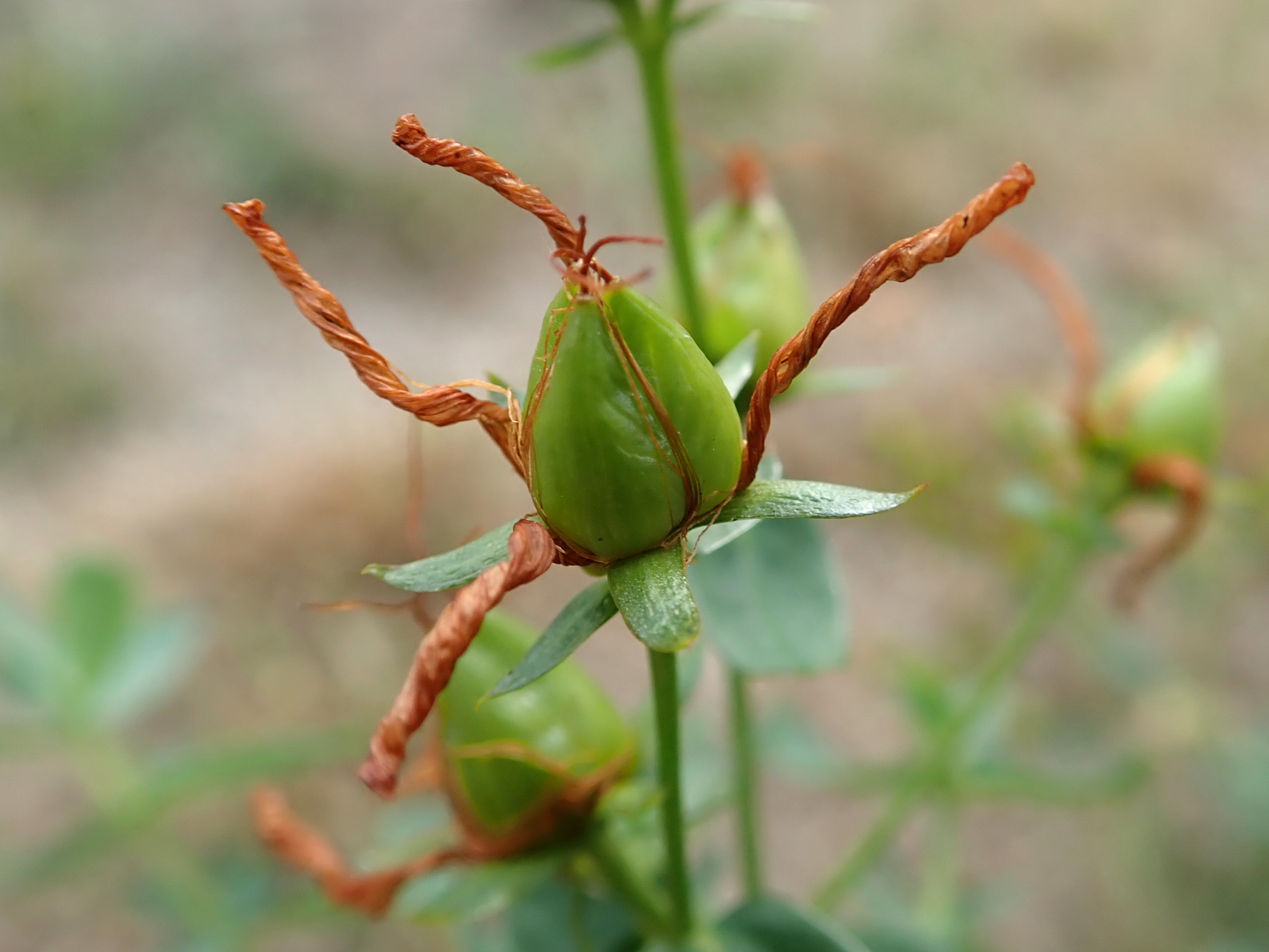
Frukt i september
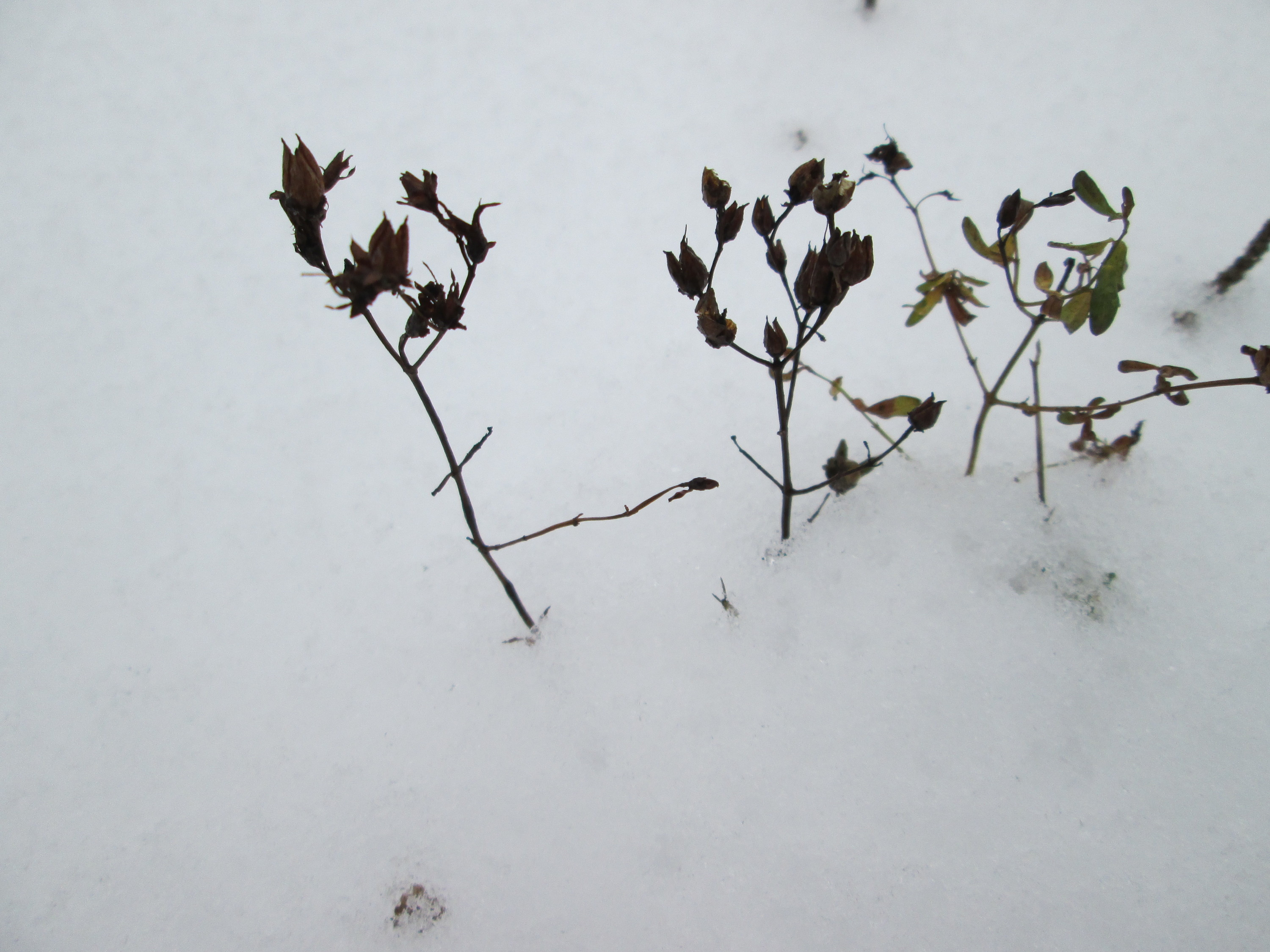
Vinterståndare sticker upp ur snön i december
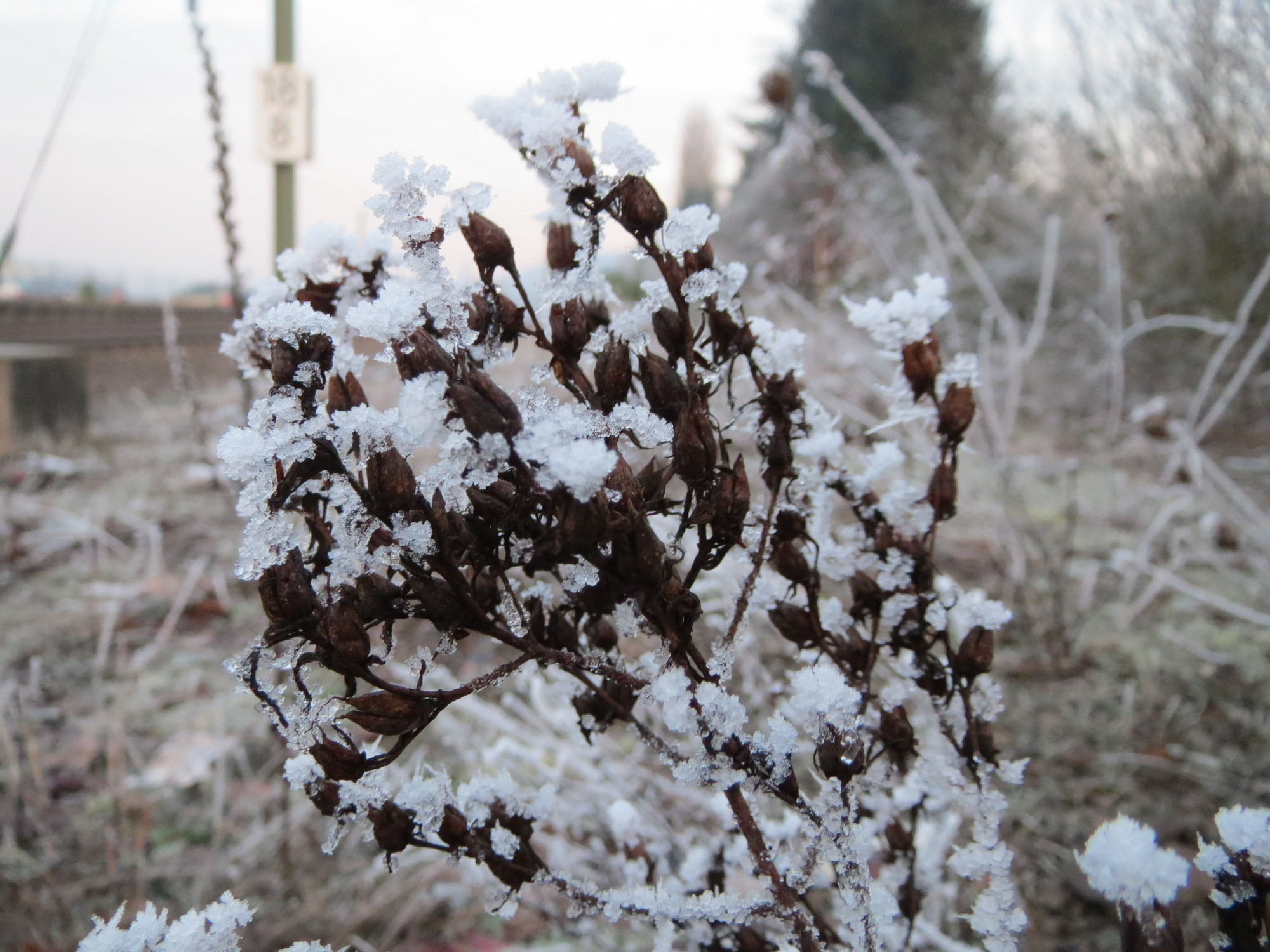
Dimfrost i januari
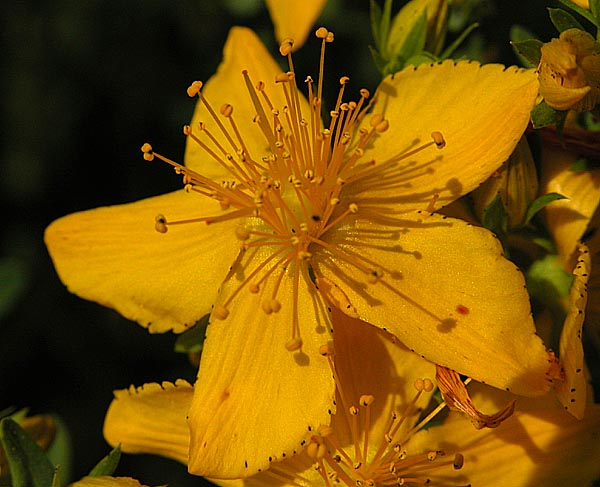
Blomma
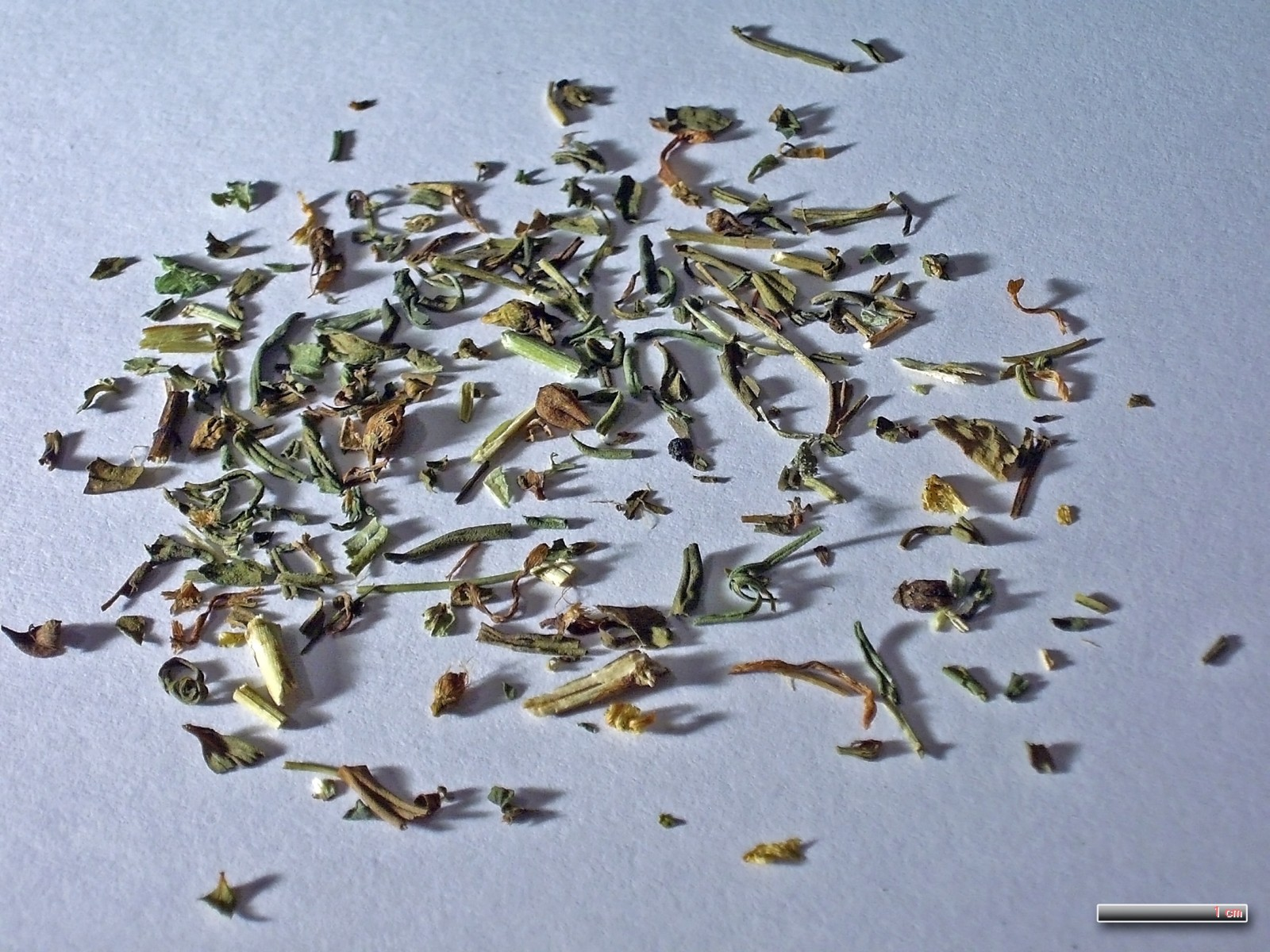
Torkade blad
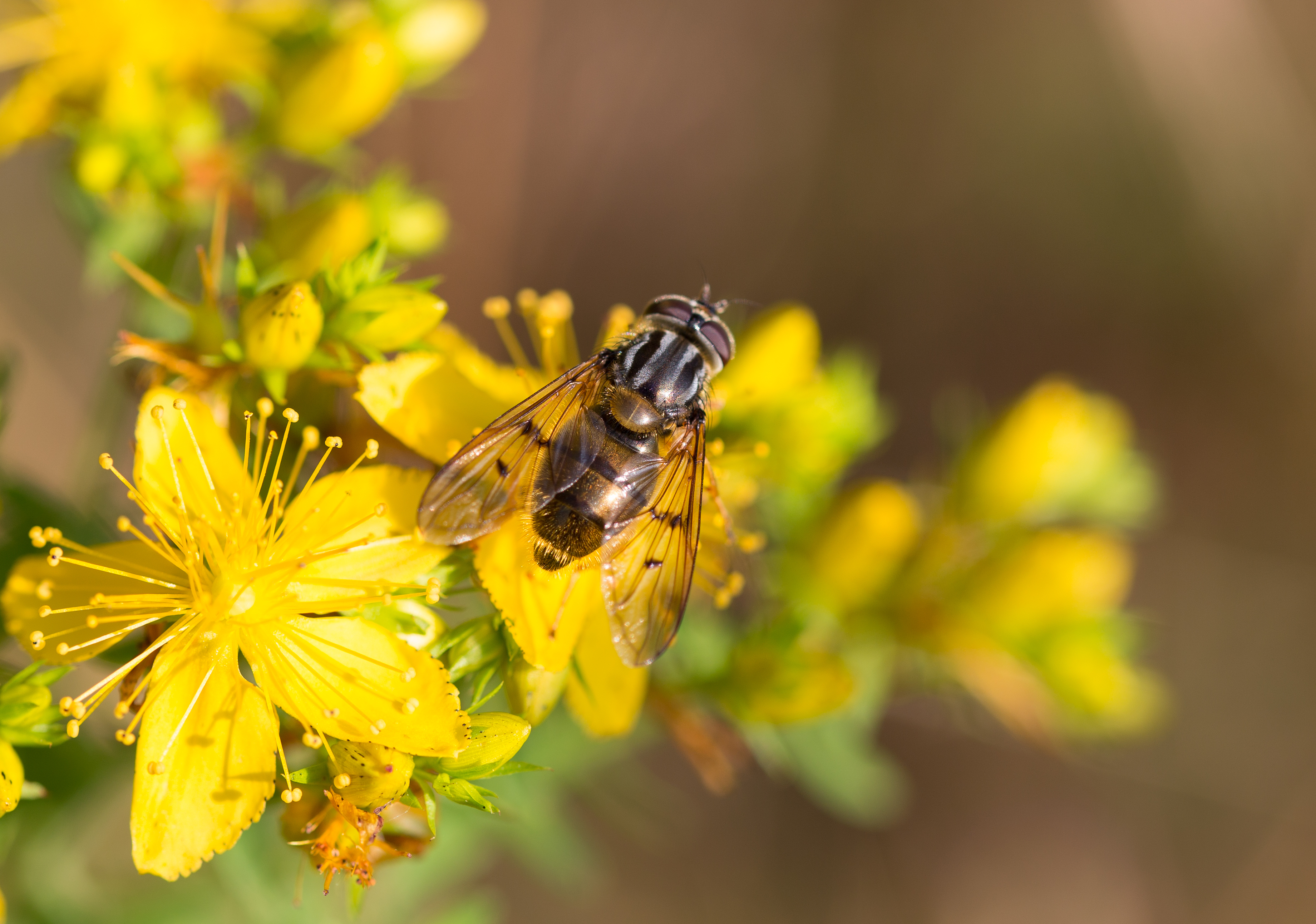
Savguldblomfluga söker föda i blomman
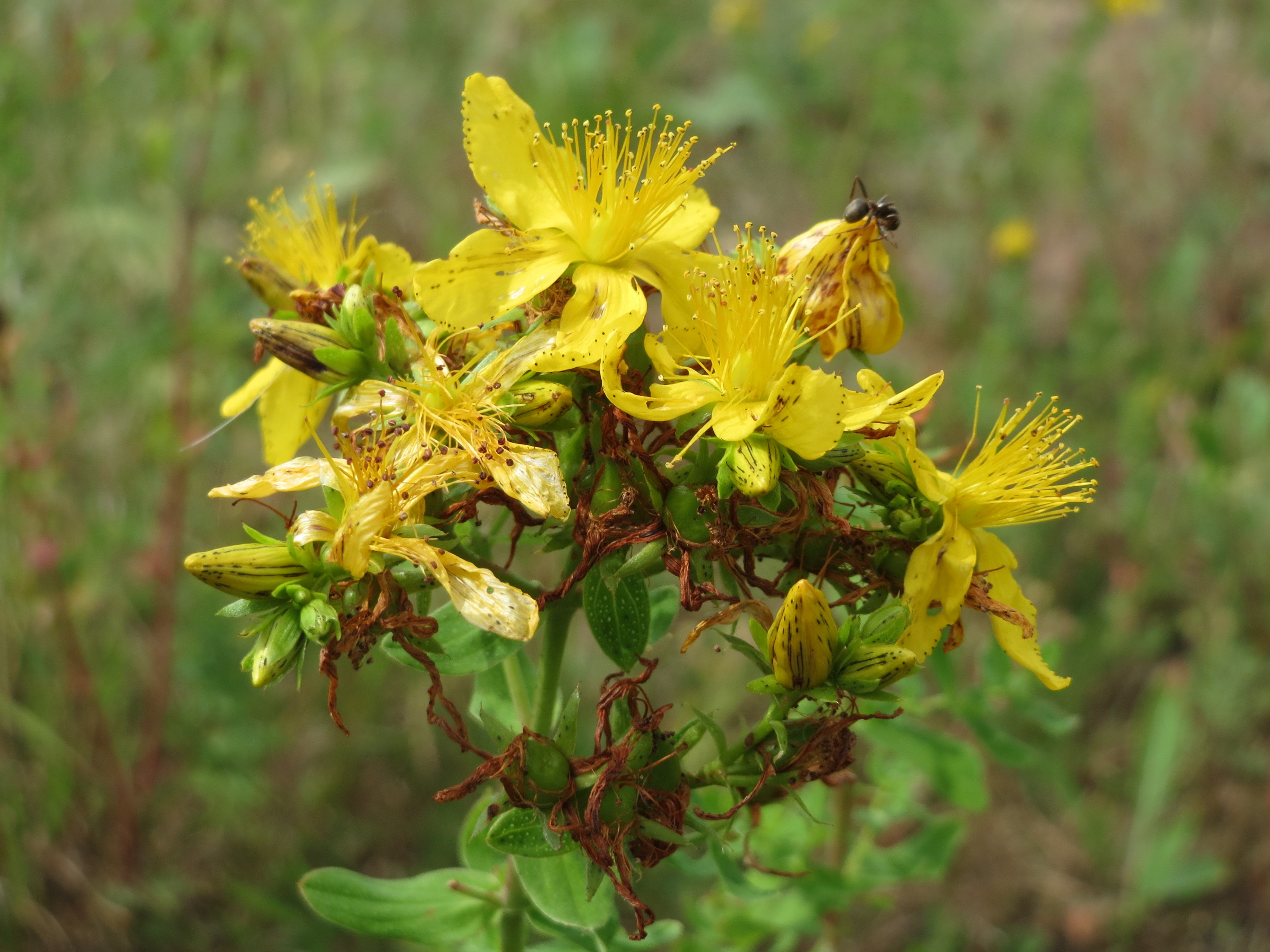
En myra på besök (Längst upp, till höger)
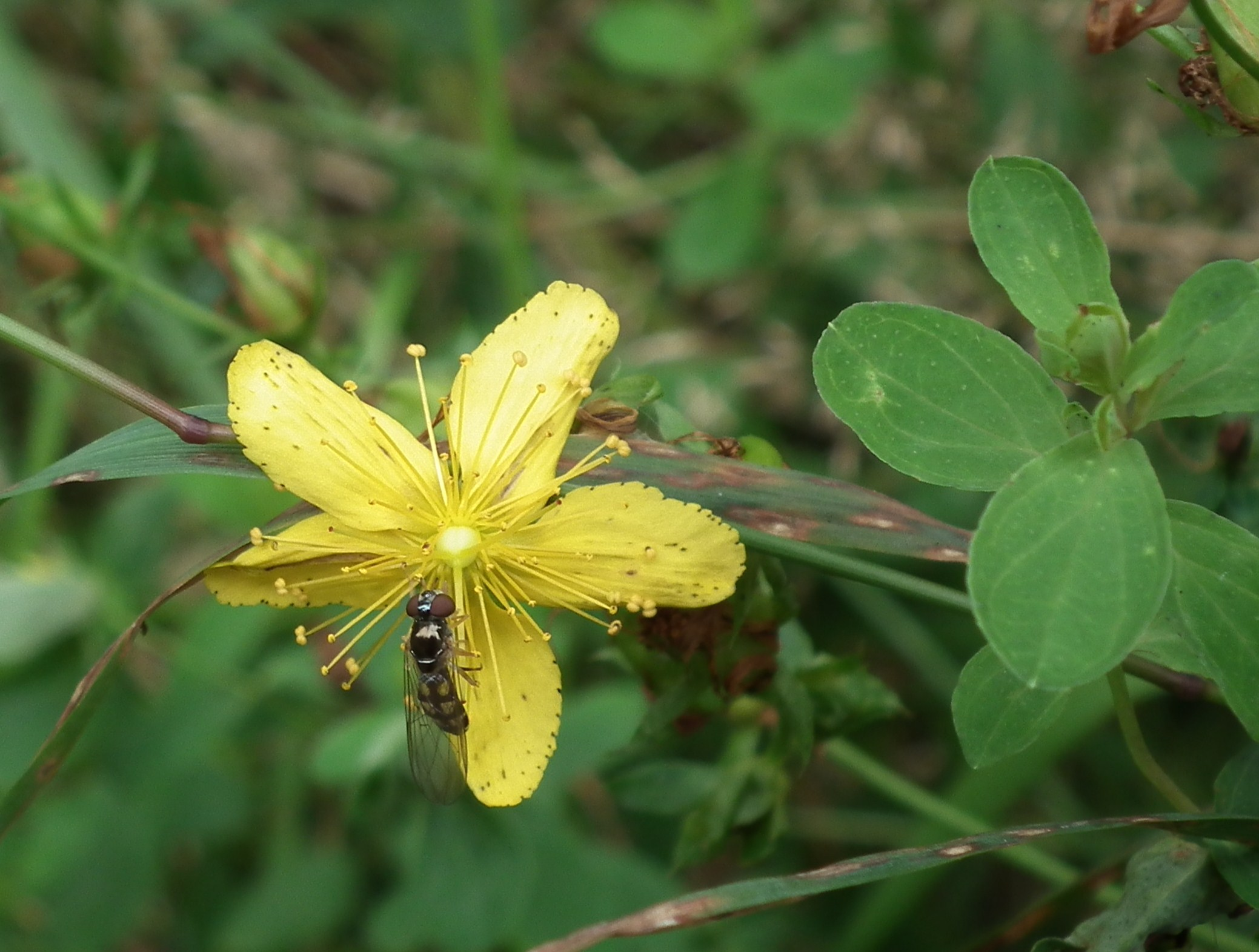
Okänd insekt på besök
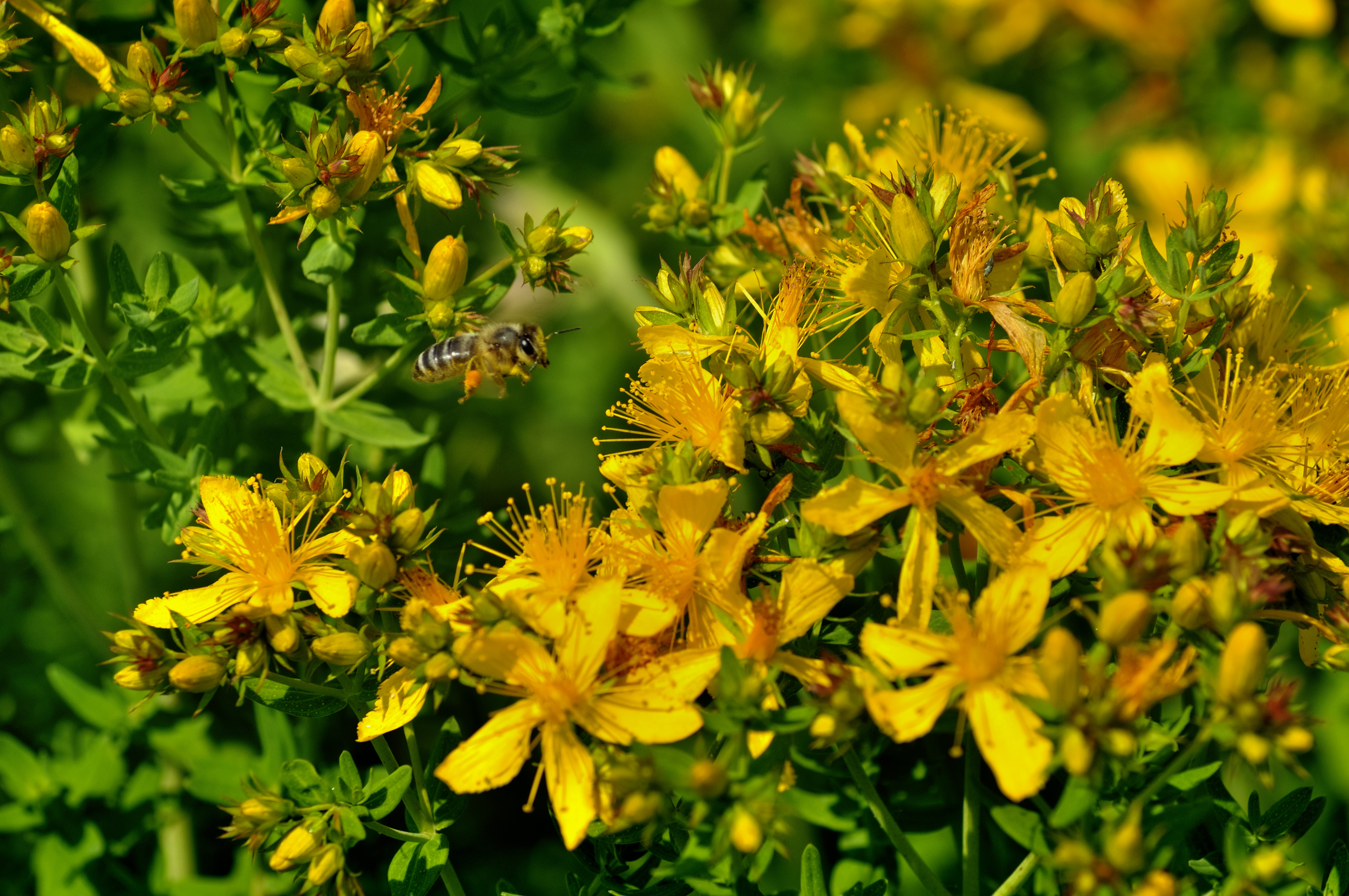
Nära mitten syns oidentifierad insekt
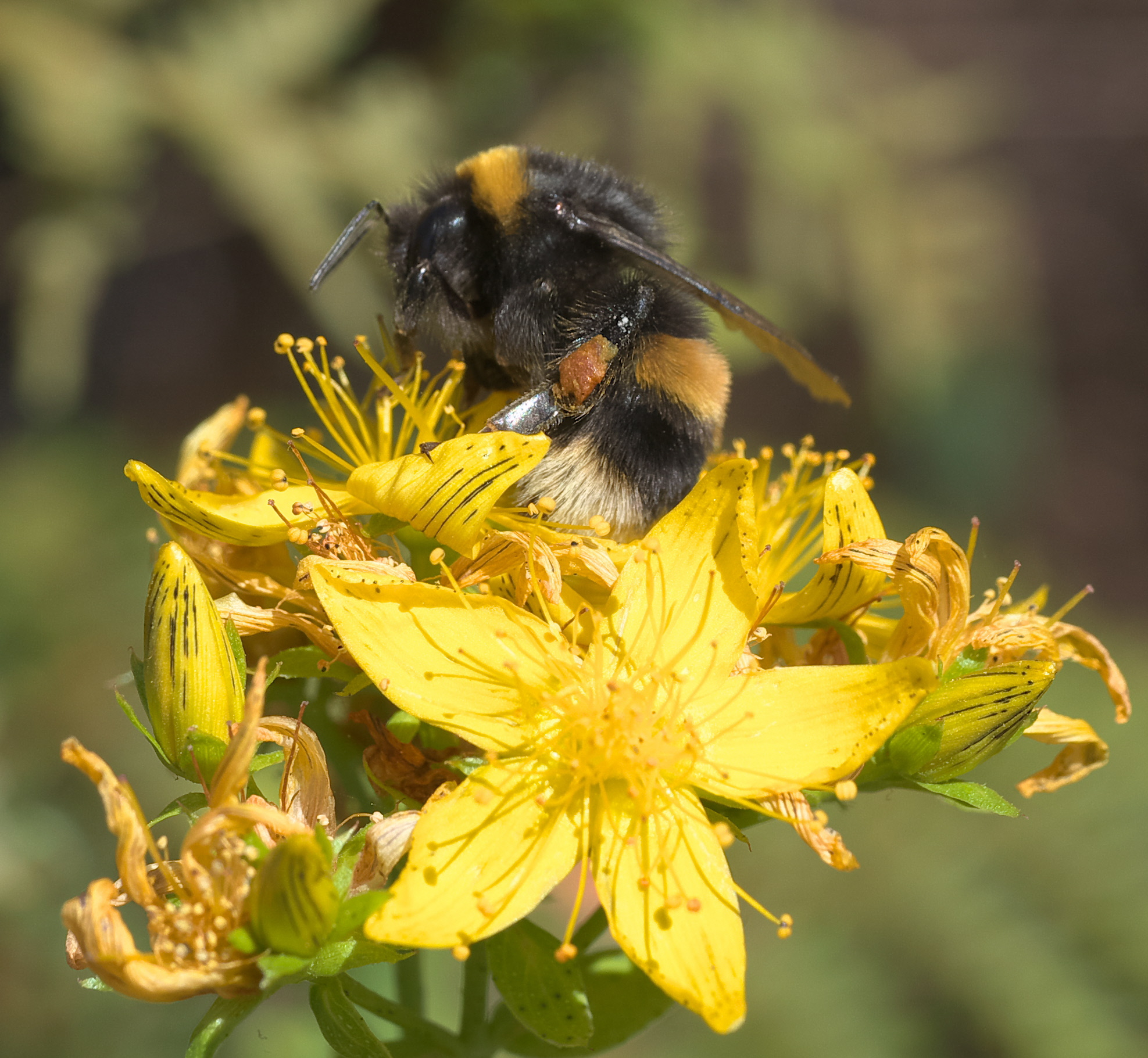
En Mörk jordhumla, Bombus terrestris får en måltid
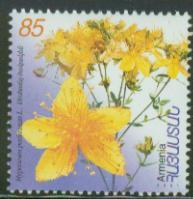
Frimärke från Armenien
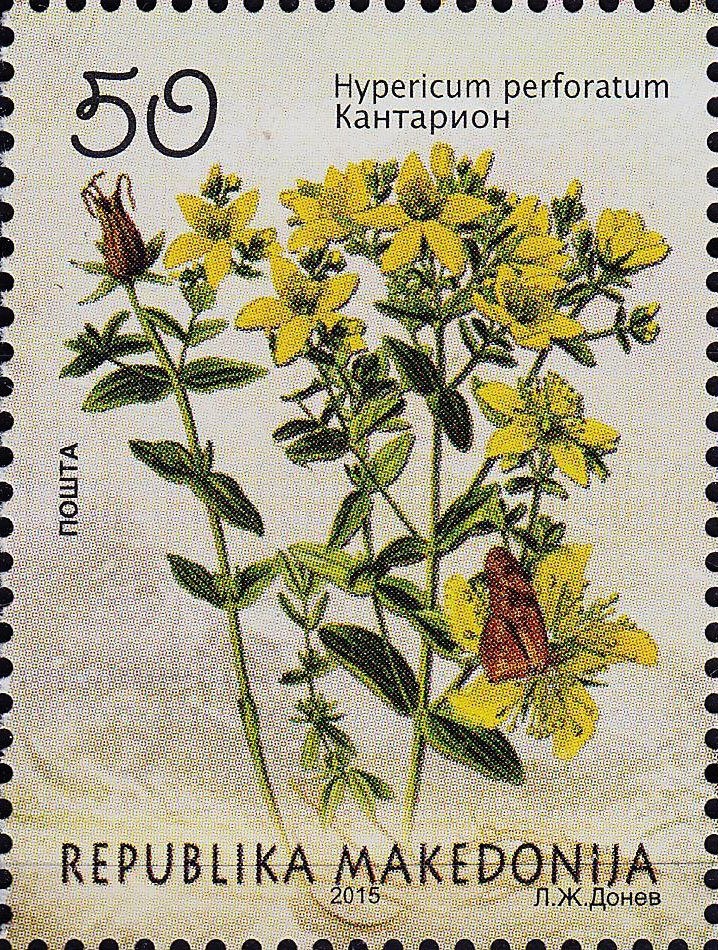
Frimärke från dåvarande Makedonien Numera Nordmakedonien
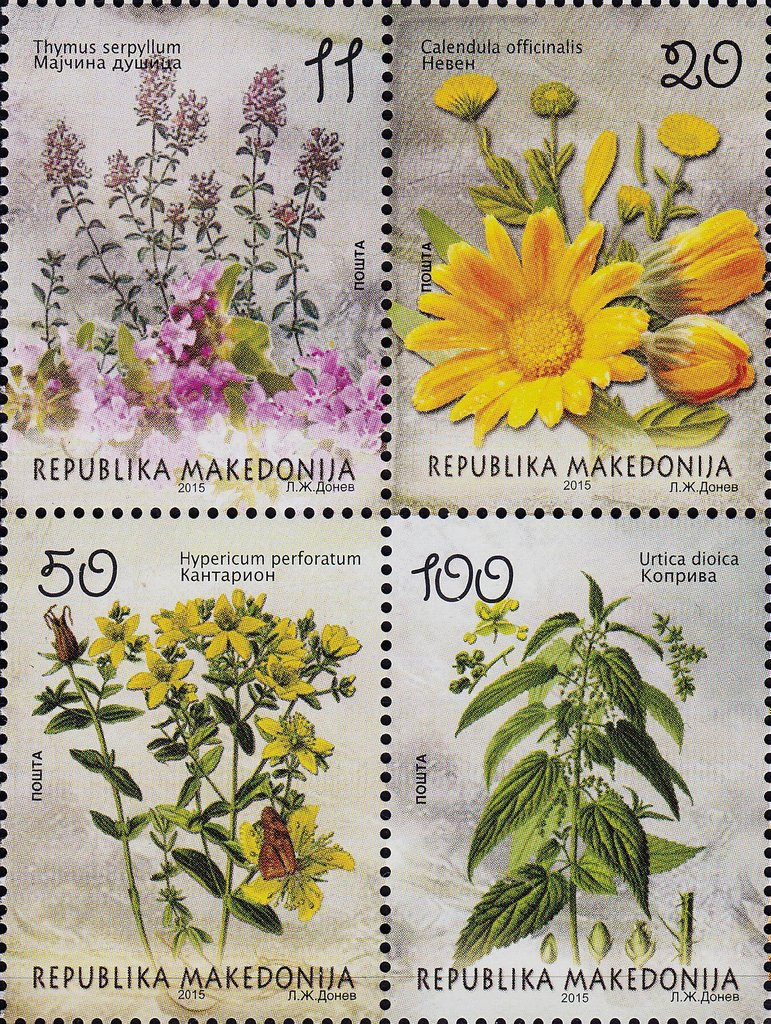
Fyrblock från Makedonien Backtimjan, Ringblomma, Äkta johannesört, Brännässla
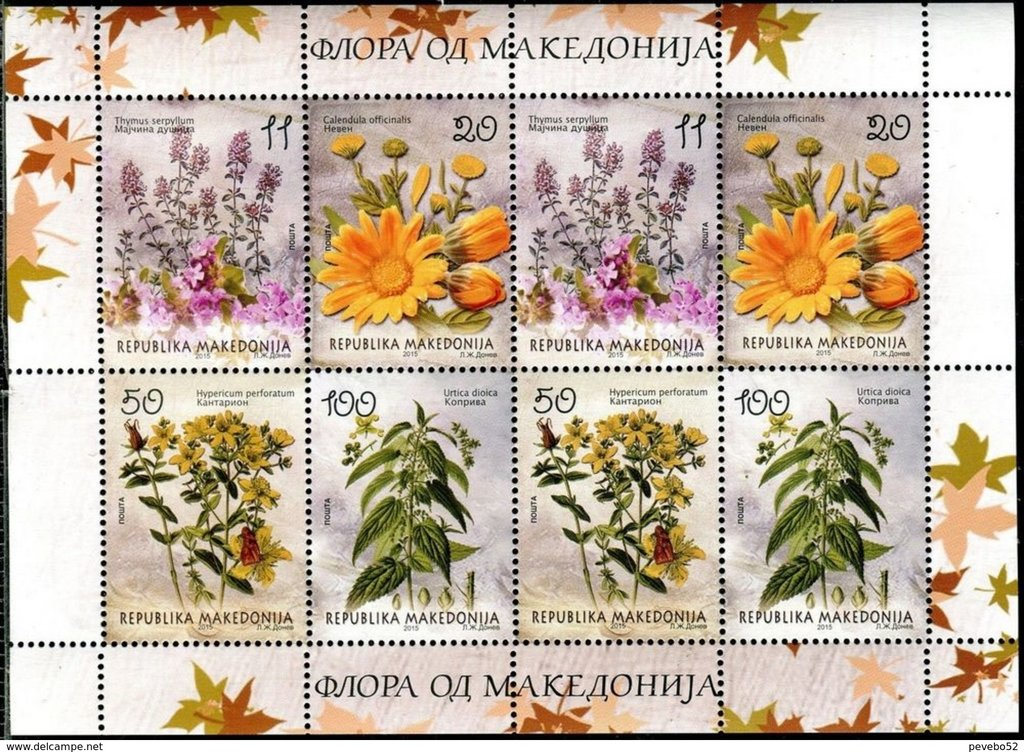
Åttablock från Makedonien
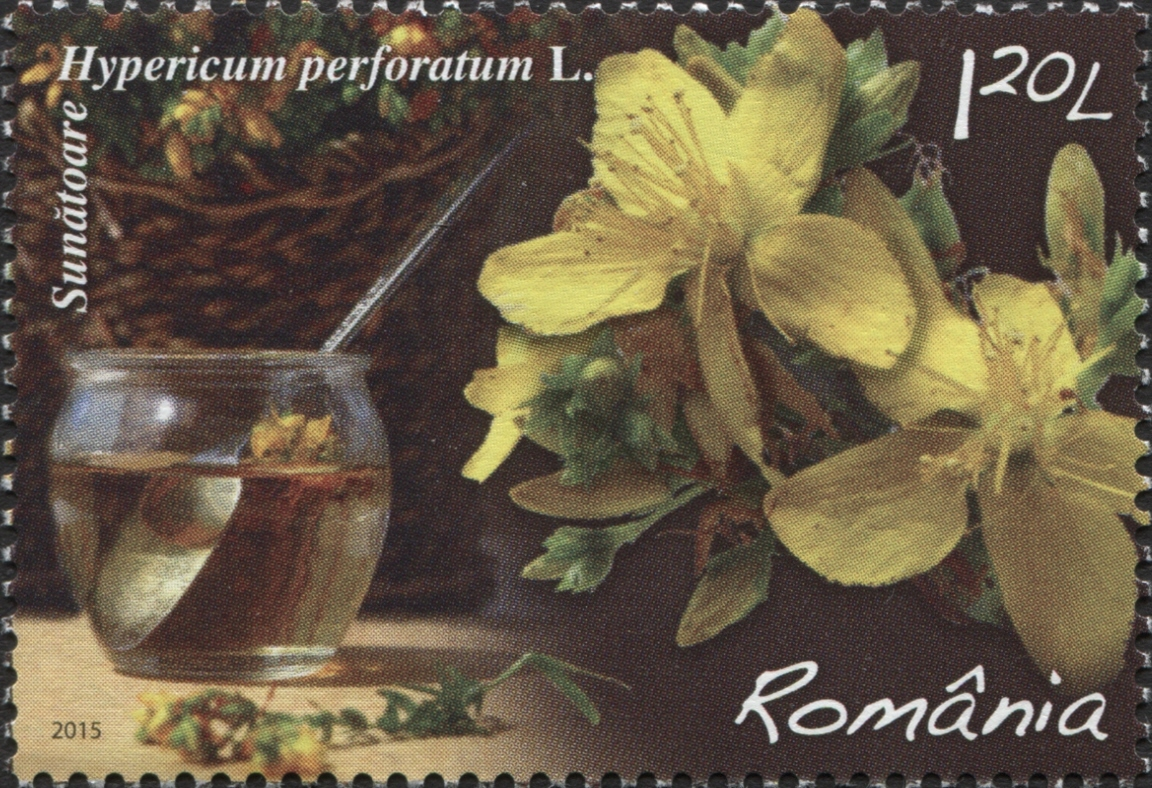
Frimärke från Rumänien